# Condado de Braniewo
Nota linguística: Não confundir hrabstwo (condado) com powiat (divisão administrativa)..
Braniewo (polaco: powiat braniewski) é um powiat (condado) da Polónia, na voivodia de Vármia-Masúria. A sede do condado é a cidade de Braniewo. Estende-se por uma área de 1204,54 km², com 44 067 habitantes, segundo os censos de 2005, com uma densidade 36,58 hab/km².

## Divisões admistrativas
O condado possui:
Comunas urbanas: Braniewo
Comunas urbana-rurais: Frombork, Pieniężno
Comunas rurais: Braniewo, Lelkowo, Płoskinia, Wilczęta
Cidades: Braniewo, Frombork, Pieniężno

## Demografia
População (dados de 30 de Junho de 2005):
|          | Total   | Total | Mulheres | Mulheres | Homens  | Homens |
| -------- | ------- | ----- | -------- | -------- | ------- | ------ |
|          | pessoas | %     | pessoas  | %        | pessoas | %      |
| Total    | 44 067  | 100   | 22 192   | 50,4     | 21 875  | 49,6   |
| Cidades  | 23 545  | 100   | 12 158   | 51,6     | 11 387  | 48,4   |
| Povoados | 20 522  | 100   | 10 034   | 48,9     | 10 488  | 51,1   |